# Pozo Almonte
Pozo Almonte ist eine Kommune im Norden Chiles. Sie umfasst die Siedlungen Pozo Almonte, La Huayca, La Tirana, La Colonia Pintados, Mamiña, Parca, Huatacondo und Macaya, sowie zahlreiche Geisterstädte und Industrieruinen die der Salpeterbergbau hinterlassen hat, wie La Noria und die Humberstone- und Santa-Laura-Salpeterwerke.

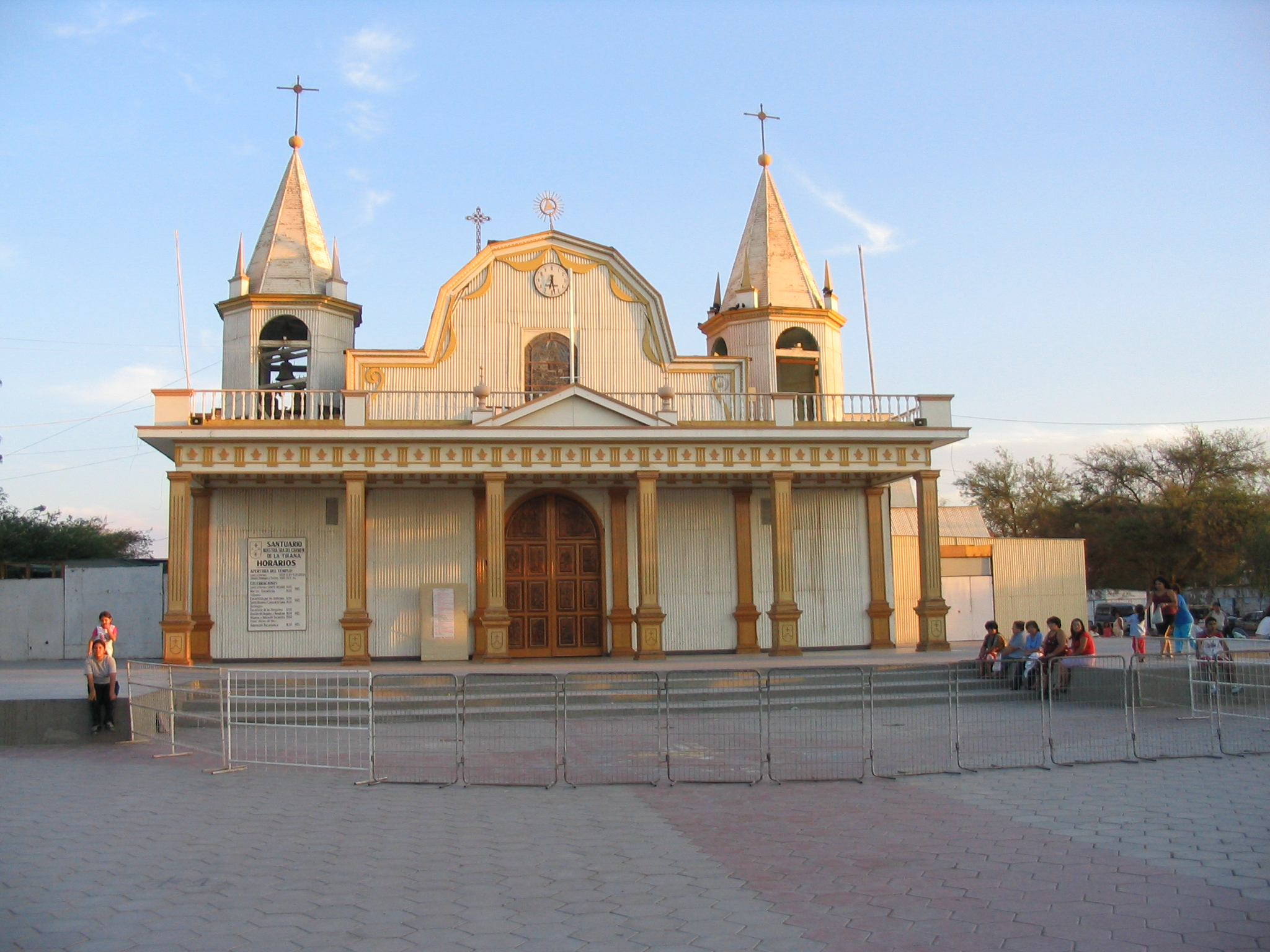
Die Kirche von La Tirana